# جيرانت لويد أوين
جيرانت لويد أوين (بالإنجليزية: Geraint Lloyd Owen)‏ هو ناشر وكاتب وشاعر بريطاني، ولد في 15 مايو 1941 في Sarnau ‏ في المملكة المتحدة.